# رود زیا
 رود زیا رودی است به رود آمور می‌ریزد. این رود از کشور روسیه می‌گذرد.